# Gemeinde Bled
Die Gemeinde Bled (deutsch: Veldes oder Feldes) mit dem Hauptort Bled ist eine Gemeinde am Bleder See („Veldeser See“), slowenisch im nordwestlichen Teil Sloweniens – wenige Kilometer südlich der österreichischen Grenze und rund 50 km nordwestlich der Hauptstadt Ljubljana (Laibach) gelegen. Der auf einer Höhe von etwa 500 m. i. J. gelegene Haupt Bled selbst ist Luftkurort und hatte 5182 Einwohner, die gesamte Gemeinde 8217 Einwohner am 1. Januar 2021.

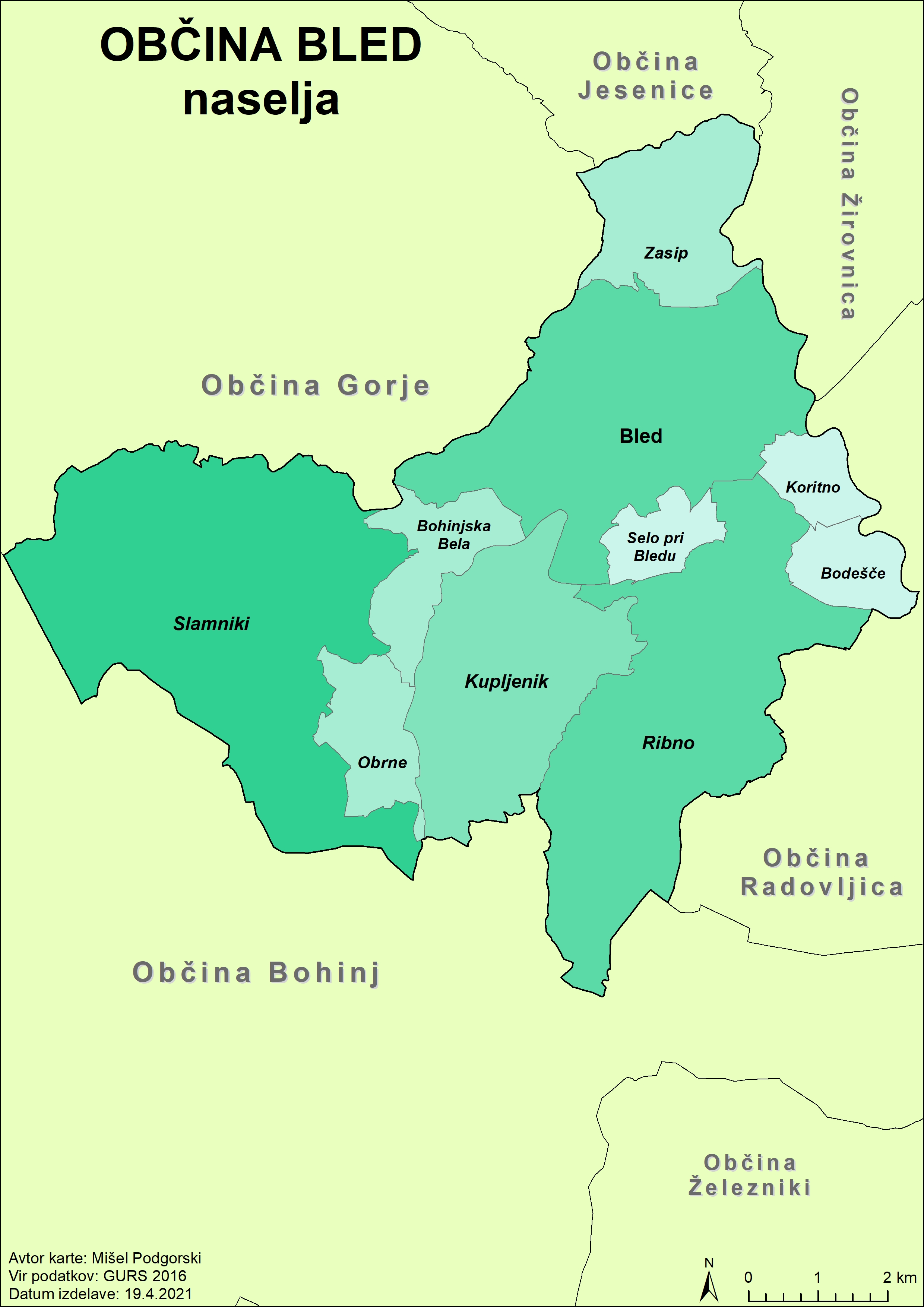
Übersichtskarte der Ortsteile

## Ortsteile
(Deutsche Ortsbezeichnungen in Klammer)
| - Bled (Veldes) - Bodešče (Wodeschitz) - Bohinjska Bela (Wocheiner Vellach) - Koritno (Koreuten) - Kupljenik (Kuplenig) | - Obrne - Ribno (Reifen) - Selo pri Bledu (Sellen bei Veldes) - Slamniki (Slamnig) - Zasip (Asp) |

## Nachbargemeinden
| Gorje  | Gorje, Jesenice                             | Žirovnica  |
| Bohinj | Kompassrose, die auf Nachbargemeinden zeigt | Radovljica |
| Bohinj | Bohinj                                      | Radovljica |

## Tourismus
Die Gemeinde lebt besonders vom Fremdenverkehr und profitiert dabei sehr von der Lage des Bleder Sees am Fuße der Julischen Alpen, die aus der im Sommer für Wander- und Wassersportfreunde beliebten Urlaubsregion in den Wintermonaten ein begehrtes Reiseziel für Winterurlauber machen. Die umliegenden Berge schützen den Alpenort vor den kalten Nordwinden und ermöglichen so eine lange Badesaison.
Anfänge des Tourismus in Bled reichen zurück in das Jahr 1855, als der Schweizer Naturheilkundler Arnold Rikli die günstige Gebirgslage und das gesunde Klima Bleds mit langer Badesaison erkannte. Bereits 1895 entstanden erste Badeanstalten am See sowie Unterkünfte für Badegäste. Rikli erarbeitete einen speziellen Kur- und Badeplan mit diversen Anwendungen bis hin zu gesunder Ernährung, der bis heute Beachtung findet. So sollen Riklis Anwendungen etwa bei Rheuma, Migräne, Durchblutungsstörungen, Schlafstörungen u. v. m. Linderung verschaffen.
Zu Beginn des 21. Jahrhunderts Jahren hat sich in Bled neben dem Gesundheits- auch der Sporttourismus besonders entwickelt. So ist dort das Bergwandern, Mountainbiking, Rafting, Rudern und im Winter Skifahren sehr ausgeprägt vertreten.
Bled ist heute ein moderner Badeort mit Berghäusern im alpinen Stil, Villen aus der Gründerzeit, Hotels, Pensionen, einem Casino und Neubauten der jüngeren Vergangenheit. Bekannt ist der Ort ebenso für Familienurlaube wie für Sport und Gesundheit. Nahe der Stadt befindet sich der Sport-Flugplatz Lesce, der nächstgelegene internationale Flughafen ist Brnik, 35 km nördlich der Hauptstadt Ljubljana.
Überregional bekannt sind die Bleder Cremeschnitten.
Bled ist zudem Mitglied der Alpine Pearls, die sich für umweltfreundliche Mobilität im Alpenraum einsetzen.

## Sehenswürdigkeiten
Sehenswürdigkeiten stellen das Schloss Grimschitz, die Burg von Bled sowie die Vintgarklamm, vier Kilometer nordwestlich dar.

## Sport
- Bled ist bekannt für seine Männer-Volleyballmannschaft. Der Club ACH Volley Bled spielt in der Mitteleuropäischen Liga MEVZA, die er zweimal gewinnen konnte und in der Volleyball Champions League.

- Auch Eishockey wird in Bled gespielt. So findet jeden August der Sommer-Cup statt. Neben der Gastgeber-Mannschaft HK Bled nehmen auch EC VSV und der EC KAC teil.

- Der Bleder See ist auch eine bekannte Regattastrecke für Wassersportler. In den Jahren 1966, 1979, 1989 und 2011 fanden in Bled die Ruder-Weltmeisterschaften statt[3] und Bled war Gastgeber des ersten Ruder-Weltcup des Jahres 2010.

- 2010 und erneut im Februar 2020 wurden hier die Winter Swimming World Championships ausgetragen.[4]

- Im nahegelegenen Pokljuka finden regelmäßig internationale Wettkämpfe im Biathlon statt.

## Städtepartnerschaften
- Villach (Kärnten, Österreich), seit 2002
- Velden am Wörther See (Kärnten, Österreich), seit 2004
- Brixen (Südtirol, Italien), seit 2004
- Wangen an der Aare (Bern, Schweiz), seit 2018

## Töchter und Söhne der Gemeinde
- Michelangelo von Zois (1874–1945), österreichischer Jurist, Staatsbeamter, Schriftsteller und Journalist
- Peter Florjančič, (1919–2020) Skispringer und Erfinder
- Andreas von Jugoslawien (1929–1990), Prinz von Jugoslawien
- Matej Soklič (* 1973), Skilangläufer
- Marcel Mahkovec (* 2003), Eishockeyspieler